# خرابه قادرلو
خرابه قادرلو یک روستا در ایران است که در شهرستان مشگین‌شهر استان اردبیل واقع شده‌است.

## جمعیت
این روستا در دهستان ارشق شمالی قرار دارد و براساس سرشماری مرکز آمار ایران در سال ۱۳۸۵، جمعیت آن ۱۶ نفر (۵ خانوار) بوده‌است.